# Leptotarsus rabelloi
Leptotarsus rabelloi är en tvåvingeart som först beskrevs av Alexander 1954.  Leptotarsus rabelloi ingår i släktet Leptotarsus och familjen storharkrankar. Inga underarter finns listade i Catalogue of Life.